# Pohronský Inovec
Pohronský Inovec je pohoří sopečného původu, které je součástí Slovenského středohoří. Nejvyšším bodem je Veľký Inovec dosahující výšky 901 metrů. V pohoří převažuje andezit a ryolit. Člení se do několika podcelků - Veľký Inovec, Vojšín, Lehotská planina. Jižní část je pokryta listnatými lesy s nejvíce zastoupenými duby. Jižní svahy padají strmě a okolní terén Pohronské pahorkatiny převyšuje až o 600 metrů. Severní část má charakter náhorní plošiny v okolí Veľké Lehoty, převažují pastviny a rozptýlené osídlení (štále).

## Pozoruhodná místa
- Starohutiansky vodopád - vznikl tektonickým poklesem sopečních hornin, dosahuje výšky 5 metrů
- Andezitové kamenné moře - národní přírodní památka o rozloze 1,43 ha, tvořena rozpadem andezitového lávového proudu
- Živánská věž - zbytky kamenné strážné věže u obce Jedľové Kostoľany

## Významné vrcholy
- Veľký Inovec (901 m) - nejvyšší vrch pohoří, od turistické chaty jsou výhledy směrem na jih do Pohronské pahorkatiny a Podunajské nížiny. Z vlastního vrcholu pohledy na Štiavnické vrchy
- Benát (692 m) - nejnavštěvovanější vyhlídkový bod

Seznam všech vrcholů s výškou nad 600 metrů ukazuje Seznam vrcholů v Pohronském Inovci.